# 4865 Sor
4865 Sor је астероид главног астероидног појаса са средњом удаљеношћу од Сунца која износи 3,047 астрономских јединица (АЈ).
Апсолутна магнитуда астероида је 12,1.